# Highwayman Hal
Highwayman Hal è un cortometraggio muto del 1913 diretto da Hay Plumb.

## Trama
Una ragazza giunge con la grazia del re appena in tempo per salvare dall'impiccagione il bandito Hal Harkaway.

## Produzione
Il film fu prodotto dalla Hepworth.

## Distribuzione
Distribuito dalla Hepworth, il film - un cortometraggio in un rullo - uscì nelle sale cinematografiche britanniche nel dicembre 1913.
Fu distrutto nel 1924 dallo stesso produttore, Cecil M. Hepworth. Fallito, in gravissime difficoltà finanziarie, Hepworth pensò in questo modo di poter almeno recuperare il nitrato d'argento della pellicola.